# Jullouville
 Jullouville  es una población y comuna francesa, en la región de Baja Normandía, departamento de Mancha, en el distrito de Avranches y cantón de Granville y cantón de Sartilly.

## Toponimia
Su nombre original era Bouillon. La denominación de Jullouville se aplicó en 1973 en homenaje al promotor inmobiliario Armand Jullou (1833-1913), quien estableció la estación balnearia en 1882.

## Demografía
| 751 | 586 | 646 | 643 | 656 | 657 | 617 | 604 | 591 | 553 | 545 | 544 | 478 | 497 | 510 | 468 | 460 | 473 | 465 | 410 | 449 | 483 | 608 | 707 | 855 | 889 | 1191 | 1164 | 1263 | 1361 | 1492 | 1757 |
| Para los censos de 1962 a 1999 la población legal corresponde a la población sin duplicidades (Fuente: INSEE [Consultar]) |     |     |     |     |     |     |     |     |     |     |     |     |     |     |     |     |     |     |     |     |     |     |     |     |     |      |      |      |      |      |      |

## Administración
Jullouville forma parte de dos cantones. El núcleo de la comuna forma parte del cantón de Granville, mientras que la aldea de Saint-Michel-des-Loups, anexionada en 1972, pertenece al de Sartilly.
Saint-Michel-des-Loups forma una comuna asociada (commune associée) con una población de 477 habitantes en el censo de 1999.

## Clima
| Mes                                                                      | Ene  | Feb  | Mar  | Abr  | May  | Jun  | Jul  | Ago  | Sept | Oct  | Nov  | Dic  | Año   |
| ------------------------------------------------------------------------ | ---- | ---- | ---- | ---- | ---- | ---- | ---- | ---- | ---- | ---- | ---- | ---- | ----- |
| Temperaturas máximas medias (°C)                                         | 7    | 8    | 10   | 12   | 16   | 19   | 21   | 21   | 20   | 16   | 11   | 9    | 14,2  |
| Temperaturas mínimas medias (°C)                                         | 3    | 3    | 5    | 7    | 9    | 12   | 14   | 15   | 13   | 11   | 7    | 4    | 8,6   |
| Temperaturas medias (°C)                                                 | 5    | 6    | 8    | 10   | 13   | 16   | 18   | 18   | 16   | 13   | 9    | 6    | 11,4  |
| Precipitaciones medias mensuales (mm)                                    | 57.0 | 53.2 | 49.9 | 39.7 | 50.5 | 40.8 | 36.8 | 36.3 | 50.8 | 59.0 | 68.5 | 64.3 | 606.8 |
| Fuente : Archives climatologiques mensuelles - Pointe du Roc (1961-1990) |      |      |      |      |      |      |      |      |      |      |      |      |       |